# 石齊平
石齐平（1946年—），籍貫浙江、出生于台北，国立台湾大学经济学系毕业和经济研究所碩士。曾任海基会副秘书长、东海大学经济系教授、东吴大学经济系教授、中国文化大学经济系教授，现为凤凰卫视时事评论员、《商业周刊》主笔。
目前时常在凤凰卫视《时事开讲》、《金石财经》、《新闻今日谈》、《时事直通车》等节目中进行时事评论，并担任凤凰卫视《石评大财经》主持人。